# Pete Sandoval
Pete Sandoval (Santa Ana, 21 maggio 1963) è un batterista salvadoregno naturalizzato statunitense.
È stato lo storico batterista del gruppo death metal statunitense Morbid Angel.
Dopo aver militato nella band grindcore Terrorizer, entra nei Morbid Angel nel 1989 al posto di Mike Browning e nello stesso anno esce il primo album della band: Altars of Madness.
Grande ammiratore di Dave Lombardo, Clive Burr, Gene Hoglan e Neil Peart, ha un suono molto aggressivo e pesante ma allo stesso tempo preciso e pulito.
Egli è definito, assieme a Charlie Benante degli Anthrax e a Mick Harris dei Napalm Death, l'inventore del Blast Beat, il groove più veloce che esista in ambito batteristico e che verrà ampiamente usato in altri generi di Metal Estremo che nasceranno dopo: Pete ha comunque il merito di essere stato il primo ad eseguire questo ritmo in maniera precisa e metricamente corretta.
Il suo stile è molto particolare, caratterizzato da intricati cambi di tempo, eseguiti su groove velocissimi. Egli è dotato anche di un'eccellente tecnica con il doppio pedale (o doppia cassa) con il quale raggiunse altissime velocità (sedicesimi a 230-240 bpm) già nei primi anni '90 (l'album Covenant dei Morbid Angel del 1993 ne è un esempio) cosa molto rara e sorprendente per l'epoca. Egli inoltre è uno degli inventori dello Swivel, tecnica grazie alla quale si riescono a raggiungere velocità elevatissime.
Grazie alla sua velocità di esecuzione con il doppio pedale che non aveva mai suonato prima di entrare nei Morbid Angel, è stato soprannominato "Pete The Feet" (traducibile come "Pete il Piede"). Un altro suo soprannome è "Commando". Il disco dei Terrorizer è stato registrato con un pedale solo.
Oltre alla batteria, Pete si diletta nel suonare anche le tastiere. Alcuni brani strumentali dei Morbid Angel, come Victorious March Of Reign The Conqueror (dall'album Heretic) sono stati suonati interamente da lui.
Il 18 marzo 2010, i Morbid Angel rendono noto che nell'immediato futuro sarà Tim "The Missile" Yeung il sostituto di Pete, costretto a uno stop prolungato a causa di un intervento chirurgico alla schiena, cui seguirà una lunga riabilitazione.
Nel Dicembre 2013 lascia il gruppo a causa della sua conversione al Cristianesimo.

## Discografia

### Terrorizer
- 1989 - World Downfall
- 2003 - From the Tomb
- 2006 - Darker Days Ahead

### Morbid Angel
- 1989 - Altars of Madness
- 1991 - Blessed are the Sick
- 1993 - Covenant
- 1995 - Domination
- 1996 - Entangled in Chaos)
- 1998 - Formulas Fatal to the Flesh
- 2000 - Gateways to Annihilation
- 2003 - Heretic